# Condición de cadena contable
En la teoría del orden, se dice que un conjunto parcialmente ordenado X satisface la condición de cadena contable , o que es ccc, si cada anticadena fuerte en X es contable (numerable).

## Descripción
En realidad, hay dos condiciones: las condiciones contables de la cadena "hacia arriba" y "hacia abajo". Estos no son equivalentes. La condición de cadena contable significa la condición de cadena contable hacia abajo, en otras palabras, no hay dos elementos que tengan un límite inferior común.
Esto se llama la "condición de cadena contable" en lugar del término más lógico "condición anticadena contable" por razones históricas relacionadas con ciertas cadenas de conjuntos abiertos en espacios topológicos y cadenas en álgebras booleanas completas, donde las condiciones de cadena a veces resultan ser equivalentes a las condiciones anticadena. Por ejemplo, si κ es un cardinal, entonces en un álgebra booleana completa cada anticadena tiene un tamaño menor que κ si y solo si no hay una secuencia κ descendente de elementos, por lo que las condiciones de cadena son equivalentes a las condiciones anticadena.
Los órdenes parciales y los espacios que satisfacen el CCC se utilizan en la declaración del axioma de Martin.
En la teoría del forzamiento, los órdenes parciales ccc se usan porque forzar con cualquier conjunto genérico sobre tal orden preserva cardinales y cofinalidades.  Además, la propiedad ccc se conserva mediante iteraciones de soporte finitas (consulte forzamiento iterado). Para obtener más información sobre ccc en el contexto del forzamiento.
Más en general, si κ es un cardinal, entonces se dice que un poset satisface la condición de κ-cadena si cada anticadena tiene un tamaño menor que κ. La condición de cadena contable es la condición  א1-cadena.

## Ejemplos y propiedades en topología
Se dice que un espacio topológico satisface la condición de cadena contable, o condición de Suslin, si el conjunto parcialmente ordenado de subconjuntos abiertos no vacío de X satisface la condición de cadena contable, es decir cada colección disjunta por pares de subconjuntos abiertos no vacíos de X es contable. El nombre proviene del problema de Suslin.
- Todo espacio topológico separable es ccc. Además, el espacio de producto de a lo sumo {\displaystyle {\mathfrak {c}}=2^{\aleph _{0}}} espacios separables es un espacio separable y, por lo tanto, ccc.
- Un espacio métrico es ccc si y sólo si es separable.
- En general, un espacio topológico ccc no necesita ser separable. Por ejemplo, {\displaystyle \{0,1\}^{2^{2^{\aleph _{0}}}}} con la topología producto es ccc, aunque no separable.
- Los espacios ccc paracompactos son espacios de Lindelöf.